# Гласскок (округ)
Шаблон:StateAbbr_ 31°52′ пн. ш. 101°32′ зх. д. / 31.87° пн. ш. 101.53° зх. д.
Округ Гласскок (англ. Glasscock County) — округ (графство) у штаті Техас, США. Ідентифікатор округу 48173.

## Історія
Округ утворений 1889 року.

## Демографія
За даними перепису 2000 року загальне населення округу становило 1406 осіб, усе сільське. Серед мешканців округу чоловіків було 733, а жінок — 673. В окрузі було 483 домогосподарства, 355 родин, які мешкали в 660 будинках. Середній розмір родини становив 3,51.
Віковий розподіл населення поданий у таблиці:
| Стать    | До 15 років | 15-21 | 22-29 | 30-39 | 40-49 | 50-65 | 65-85 | Понад 85 |
| -------- | ----------- | ----- | ----- | ----- | ----- | ----- | ----- | -------- |
| Чоловіки | 194         | 79    | 51    | 109   | 117   | 118   | 60    | 5        |
| Жінки    | 180         | 87    | 45    | 105   | 95    | 100   | 53    | 8        |

## Суміжні округи
- Говард — північ
- Стерлінг — схід
- Рейган — південь
- Аптон — південний захід
- Мідленд — захід
- Мартін — північний захід